# Leichtathletik-Europameisterschaften 2018/4 × 100 m der Frauen

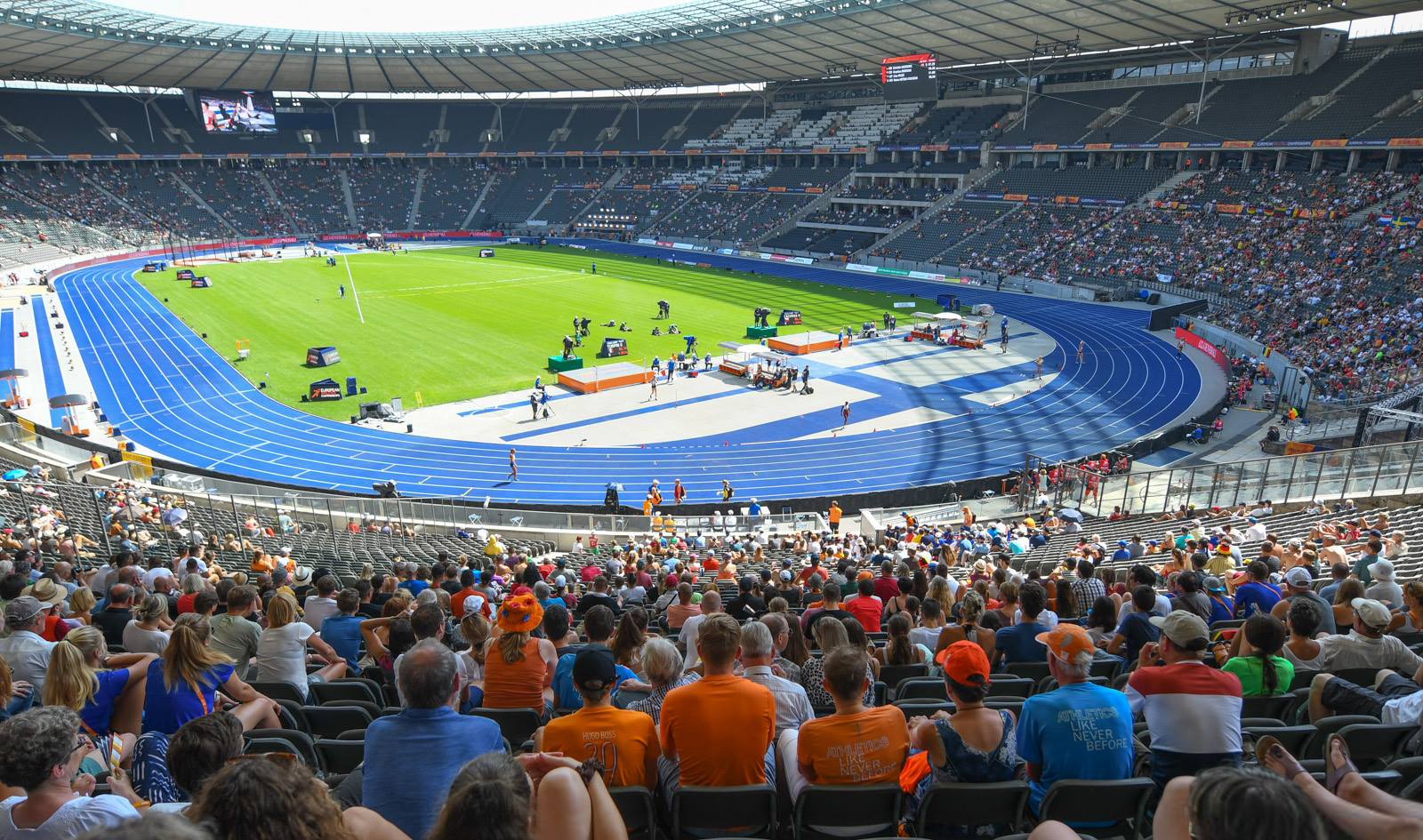
Das Berliner Olympiastadion am 9. August 2018

Der 4-mal-100-Meter-Staffel der Frauen bei den Leichtathletik-Europameisterschaften 2018 fand am 12. August im Olympiastadion in der deutschen Hauptstadt Berlin statt.
Es siegte die Staffel aus Großbritannien mit Asha Philip, Imani Lansiquot, Bianca Williams und Dina Asher-Smith sowie der im Vorlauf außerdem eingesetzten Daryll Neita.
Das Team der Niederlande gewann die Silbermedaille in der Besetzung Dafne Schippers, Marije van Hunenstijn, Jamile Samuel und Naomi Sedney.
Bronze errang Deutschland (Lisa Marie Kwayie, Gina Lückenkemper, Rebekka Haase, Tatjana Pinto).
Auch die im Vorlauf für Großbritannien eingesetzte Läuferin erhielt eine Goldmedaille. Die erreichten Bestleistungen standen dagegen nur den tatsächlich laufenden Athletinnen zu.

## Rekorde

### Bestehende Rekorde
| Weltrekord           | 40,82 s | USA (Tianna Madison, Allyson Felix, Bianca Knight, Carmelita Jeter) | OS London, Großbritannien              | 10. August 2012   |
| Europarekord         | 41,37 s | DDR (Silke Gladisch, Sabine Rieger, Ingrid Auerswald, Marlies Göhr) | Canberra, Australien                   | 6. Oktober 1985   |
| Meisterschaftsrekord | 41,68 s | DDR (Silke Möller, Katrin Krabbe, Kerstin Behrendt, Sabine Günther) | EM Split, Jugoslawien (heute Kroatien) | 1. September 1990 |

Der bestehende EM-Rekord wurde bei diesen Europameisterschaften nicht erreicht. Die schnellste Zeit erzielte die Europameisterstaffel aus Großbritannien in der Besetzung Asha Philip, Imani Lansiquot, Bianca Williams und Dina Asher-Smith im Finale mit 41,88 s, womit das Quartett eine neue Weltjahresbestleistung aufstellte. Die Läuferinnen blieben damit genau zwei Zehntelsekunden über dem Rekord. Zum Europarekord fehlten 51 Hundertstelsekunden, zum Weltrekord 1,06 Sekunden.
Bereits im ersten Vorlauf hatte das britische Team (Asha Philip, Imani Lansiquot, Bianca Williams, Daryll Neita) mit 42,19 s eine neue europäische Jahresbestleistung erreicht.

### Rekordverbesserungen
Es wurden zwei neue Landesrekorde aufgestellt:
- 43,80 s – Irland (Joan Healy, Phil Healy, Ciara Neville, Gina Akpe-Moses), zweiter Vorlauf am 12. August
- 44,09 s – Dänemark (Louise Østergård, Ida Karstoft, Mette Graversgaard, Mathilde Uldall Kramer), zweiter Vorlauf am 12. August

## Legende
Kurze Übersicht zur Bedeutung der Symbolik – so üblicherweise auch in sonstigen Veröffentlichungen verwendet:
| NR | Nationaler Rekord        |
| WL | Weltjahresbestleistung   |
| EL | Europajahresbestleistung |
| SB | Saisonbestleistung       |

## Vorläufe
Aus den beiden Vorläufen qualifizierten sich die jeweils drei Ersten jedes Laufes – hellblau unterlegt – und zusätzlich die zwei Zeitschnellsten – hellgrün unterlegt – für das Finale.

### Lauf 1

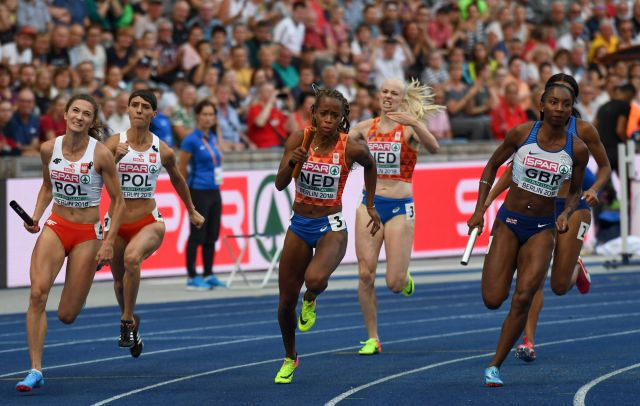
Dritter und letzter Wechsel im ersten Vorlauf:
Polen – Martyna Kotwiła auf Ewa Swoboda (li.)
Niederlande – Jamile Samuel auf Naomi Sedney (Mi.)
Großbritannien – Bianca Williams auf Daryll Neita (re.)

12. August 2018, 19:20 Uhr MESZ
| Platz | Bahn | Land           | Athletinnen                                                                                         | Zeit (s) |
| ----- | ---- | -------------- | --------------------------------------------------------------------------------------------------- | -------- |
| 1     | 2    | Großbritannien | - Asha Philip - Imani Lansiquot - Bianca Williams - Daryll Neita (Vorlauf)                          | 42,19 EL |
| 2     | 3    | Niederlande    | - Dafne Schippers - Marije van Hunenstijn - Jamile Samuel - Naomi Sedney                            | 42,62 SB |
| 3     | 8    | Frankreich     | - Orlann Ombissa-Dzangue - Stella Akakpo - Jennifer Galais - Carolle Zahi                           | 43,06 SB |
| 4     | 4    | Polen          | - Kamila Ciba - Anna Kiełbasińska - Martyna Kotwiła - Ewa Swoboda                                   | 43,20 SB |
| 5     | 7    | Spanien        | - María Isabel Pérez - Estela García - Paula Sevilla - Cristina Lara                                | 43,38    |
| 6     | 5    | Ungarn         | - Anasztázia Nguyen - Éva Kaptur - Gréta Kerekes - Luca Kozák                                       | 44,15    |
| 7     | 6    | Griechenland   | - Grigoria-Emmanouela Keramida - Elisavet Pesiridou - Rafalia Spanoudaki-Chatziriga - Korina Politi | 44,48 SB |

### Lauf 2
12. August 2018, 19:28 Uhr MESZ
| Platz | Bahn | Land        | Athletinnen                                                                     | Zeit (s) |
| ----- | ---- | ----------- | ------------------------------------------------------------------------------- | -------- |
| 1     | 6    | Deutschland | - Lisa Marie Kwayie - Gina Lückenkemper - Tatjana Pinto - Rebekka Haase         | 42,34    |
| 2     | 8    | Schweiz     | - Ajla Del Ponte - Sarah Atcho - Mujinga Kambundji - Salomé Kora                | 42,62    |
| 3     | 2    | Italien     | - Johanelis Herrera Abreu - Gloria Hooper - Irene Siragusa - Audrey Alloh       | 43,74    |
| 4     | 3    | Irland      | - Joan Healy - Phil Healy - Ciara Neville - Gina Akpe-Moses                     | 43,80 NR |
| 5     | 1    | Ukraine     | - Hanna Plotizyna - Alina Kalistratowa - Jana Katschur - Anastassija Holjenjewa | 43,90 SB |
| 6     | 7    | Dänemark    | - Louise Østergård - Ida Karstoft - Mette Graversgaard - Mathilde Uldall Kramer | 44,09 NR |
| 7     | 5    | Tschechien  | - Lucie Domská - Marcela Pírková - Jana Slaninová - Klára Seidlová              | 44,12 SB |
| 8     | 4    | Schweden    | - Claudia Payton - Hanna Adriansson-Nordberg - Malin Ström - Elin Östlund       | 44,51 SB |

## Finale
12. August 2018, 21:20 Uhr MESZ
Im Finale gab es nur eine Besetzungsänderung gegenüber den Vorläufen:
- Großbritannien – Dina Asher-Smith lief anstelle von Daryll Neita.

| Platz | Bahn | Land           | Athletinnen | Zeit (s) |
| ----- | ---- | -------------- | --- | -------- |
|       | 3    | Großbritannien | - Asha Philip - Imani Lansiquot - Bianca Williams - Dina Asher-Smith (Finale) 0im Vorlauf außerdem: - Daryll Neita | 41,88 WL |
|       | 4    | Niederlande    | - Dafne Schippers - Marije van Hunenstijn - Jamile Samuel - Naomi Sedney                                           | 42,15 SB |
|       | 6    | Deutschland    | - Lisa Marie Kwayie - Gina Lückenkemper - Tatjana Pinto - Rebekka Haase                                            | 42,23 SB |
| 4     | 5    | Schweiz        | - Ajla Del Ponte - Sarah Atcho - Mujinga Kambundji - Salomé Kora                                                   | 42,30    |
| 5     | 8    | Frankreich     | - Orlann Ombissa-Dzangue - Stella Akakpo - Jennifer Galais - Carolle Zahi                                          | 43,10    |
| 6     | 1    | Polen          | - Kamila Ciba - Anna Kiełbasińska - Martyna Kotwiła - Ewa Swoboda                                                  | 43,34    |
| 7     | 7    | Italien        | - Johanelis Herrera Abreu - Gloria Hooper - Irene Siragusa - Audrey Alloh                                          | 43,42 SB |
| 8     | 2    | Spanien        | - María Isabel Pérez - Estela García - Paula Sevilla - Cristina Lara                                               | 43,54    |

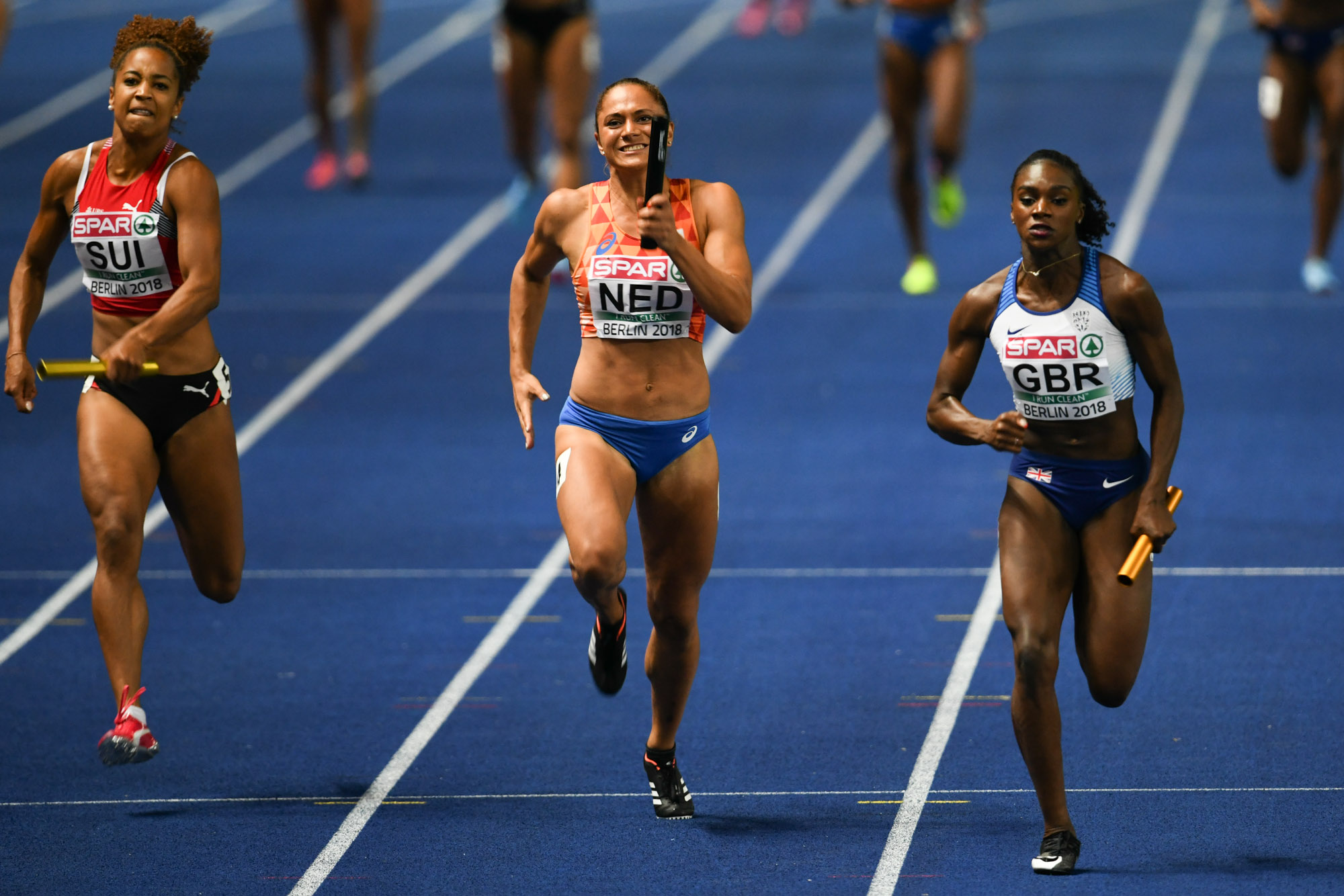
Zieleinlauf der Staffeln auf den Bahnen 3 bis 5:
Großbritannien – Dina Asher-Smith (re.) – Pl. 1
Niederlande – Naomi Sedney (Mi.) – Pl. 2
Schweiz – Salomé Kora (li.) – Pl. 4

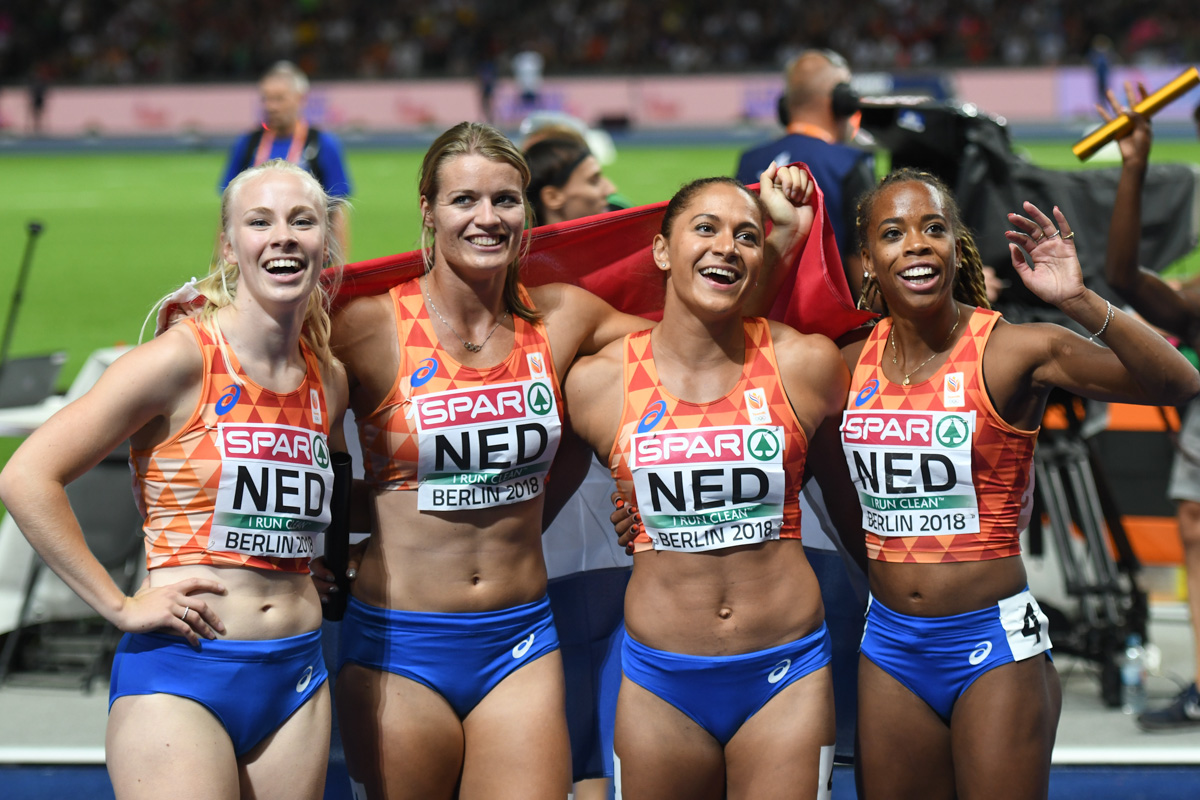
Die Silberstaffel aus den Niederlanden (v. l. n. r.): Jamile Samuel, Dafne Schippers, Marije van Hunenstijn, Naomi Sedney

Klar favorisiert war die Staffel aus Großbritannien. Die Britinnen hatten bei den letzten Weltmeisterschaften (Platz zwei) und den Olympischen Spielen 2016 (Platz drei) die jeweils beste Mannschaft aus Europa gestellt. Sie hatten außerdem ohne ihre beste Sprinterin Dina Asher-Smith die schnellste Vorlaufzeit erzielt. Die Hauptkonkurrentinnen für Großbritannien kamen aus den Niederlanden und aus Deutschland. Das niederländische Team trat als Europameister von 2016 an, die Deutschen hatten bei den letzten Weltmeisterschaften und Olympischen Spielen jeweils als zweitbeste europäische Staffel hinter den Britinnen abgeschnitten. Ebenfalls zu beachten waren die Schweizerinnen mit der starken Mujinga Kambundji.
Nach einem starken Auftritt der deutschen 100-Meter-Vizeeuropameisterin Gina Lückenkemper auf der Gegengeraden lag die deutsche Staffel bei Streckenhälfte knapp vorn. Beim letzten Wechsel war dieser Vorsprung allerdings aufgebraucht. Es begann ein ganz enges Rennen der Schlussläuferinnen auf der Zielgeraden. Hauchdünn führten die Schweizerinnen nach einem starken Kurvenlauf durch Kambundji. Fast gleichauf folgten die Niederlande, Deutschland und Großbritannien. Die britische Doppeleuropameisterin auf beiden Sprintstrecken Dina Asher-Smith erlief eine sichere Goldmedaille für ihr Team. Bis zum Schluss waren die weiteren Platzierungen stark umkämpft. Schließlich setzte sich Naomi Sedney durch und gewann Silber für die Niederlande mit acht Hundertstelsekunden Vorsprung. Rebekka Haase rettete mit einem guten Auftritt Bronze für Deutschland und lag im Ziel sieben Hundertstelsekunden vor der Schweizerin Salomé Kora. Die Abstände zu den weiteren Staffeln waren größer. Frankreich folgte auf Rang fünf vor Polen und Italien. Spanien belegte den achten Platz.
Dina Asher-Smith gewann damit ihre dritte Goldmedaille bei diesen Europameisterschaften.